# Jakob Böhmehuis

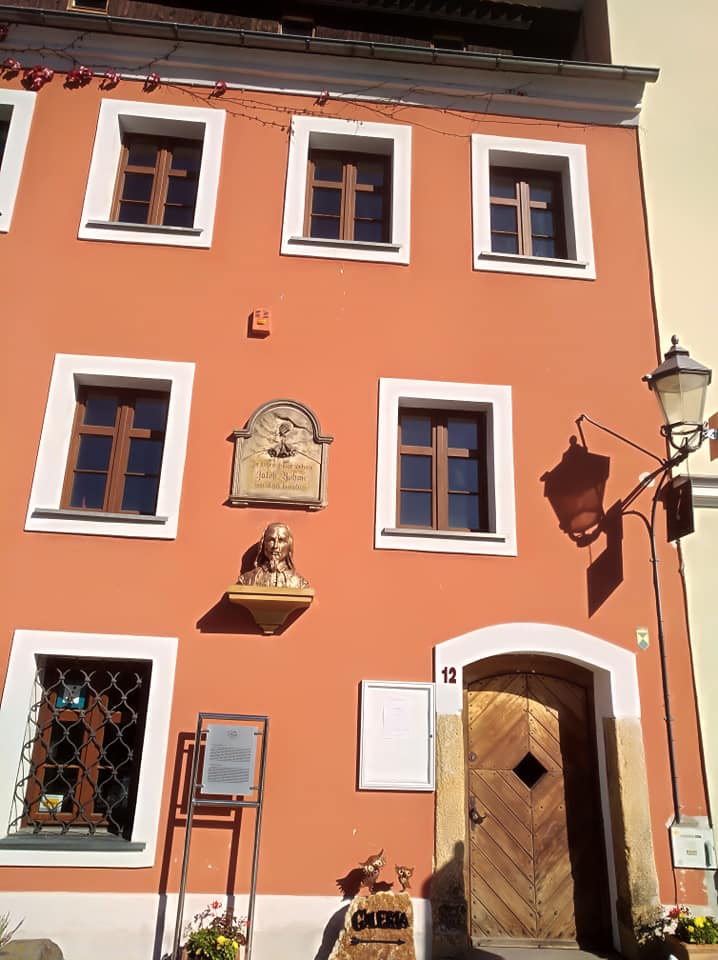
Het eerste Jakob Böhmehuis uit 1599

Het Jakob Böhmehuis (Pools: Dom Jakuba Böhme, Duits: Jakob Böhmehaus) is een klein museum in de Poolse stad Zgorzelec. Het is gevestigd in het eerste woonhuis van Jakob Böhme en behandelt het leven van deze mysticus. In dit huis woonde Böhme met zijn gezin van 1599 tot 1610. Het huis werd verbouwd in 1871 en in 2012 teruggebracht in de historische staat van 1599.
Het huis bevindt zich in Neissevoorstad in Zgorzelec en is gelegen aan de Daszyńskiego 12 aan de Neisse. Het museum maakt onderdeel uit van het Lausitzer Museum. Naast museum is het ook in gebruik als toeristeninformatie van de stad Zgorzelec.

## Afbeeldingen

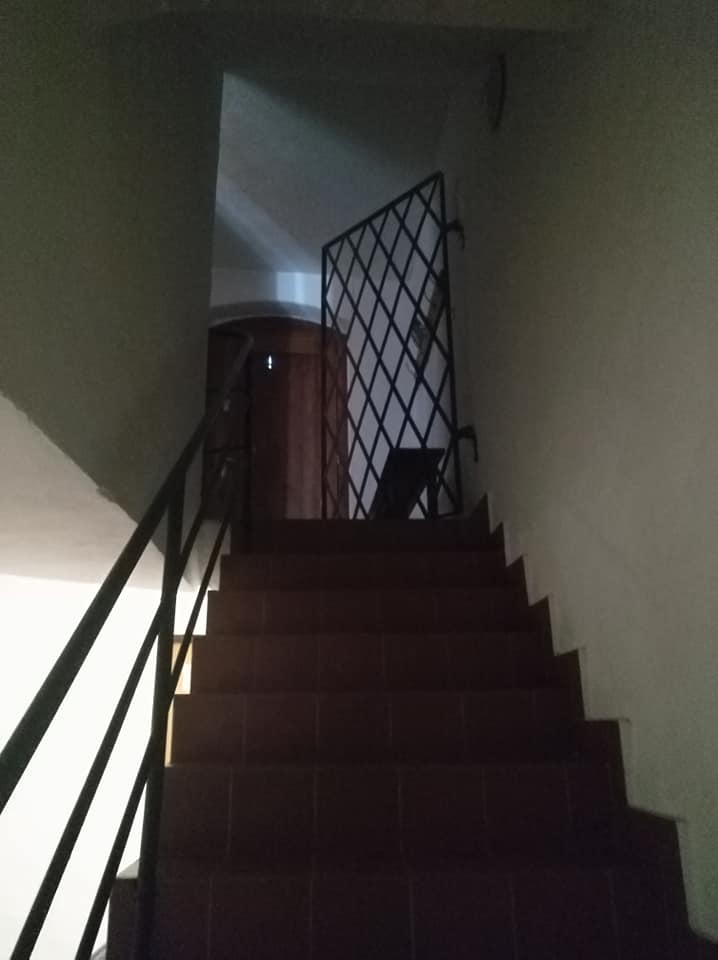
Trappenhuis in het Jakob Böhmehuis
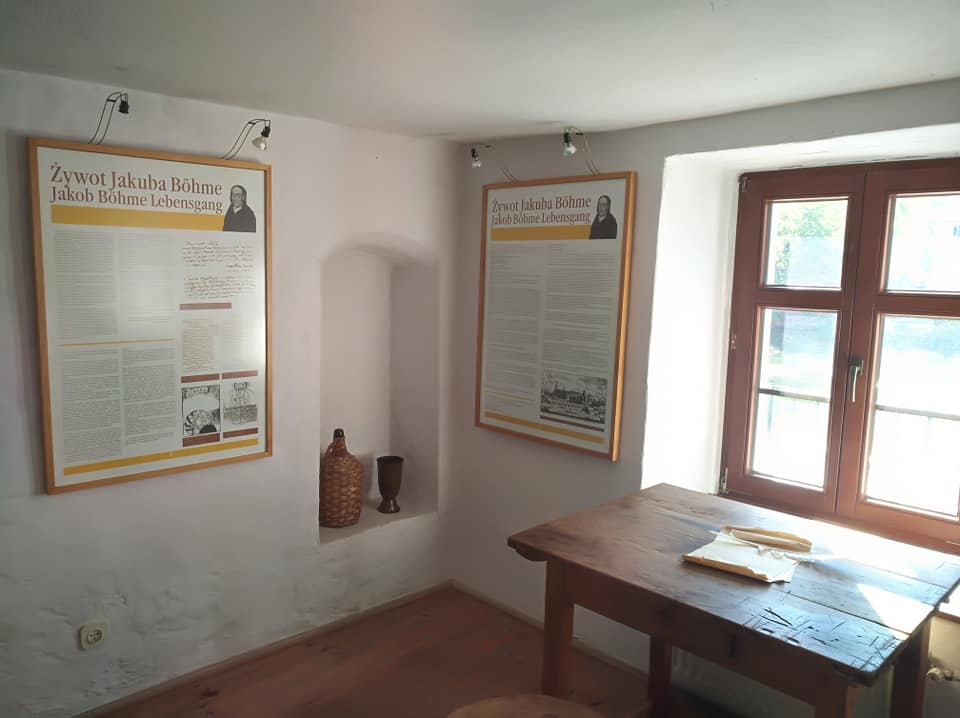
De schrijftafel van Jakob Böhme
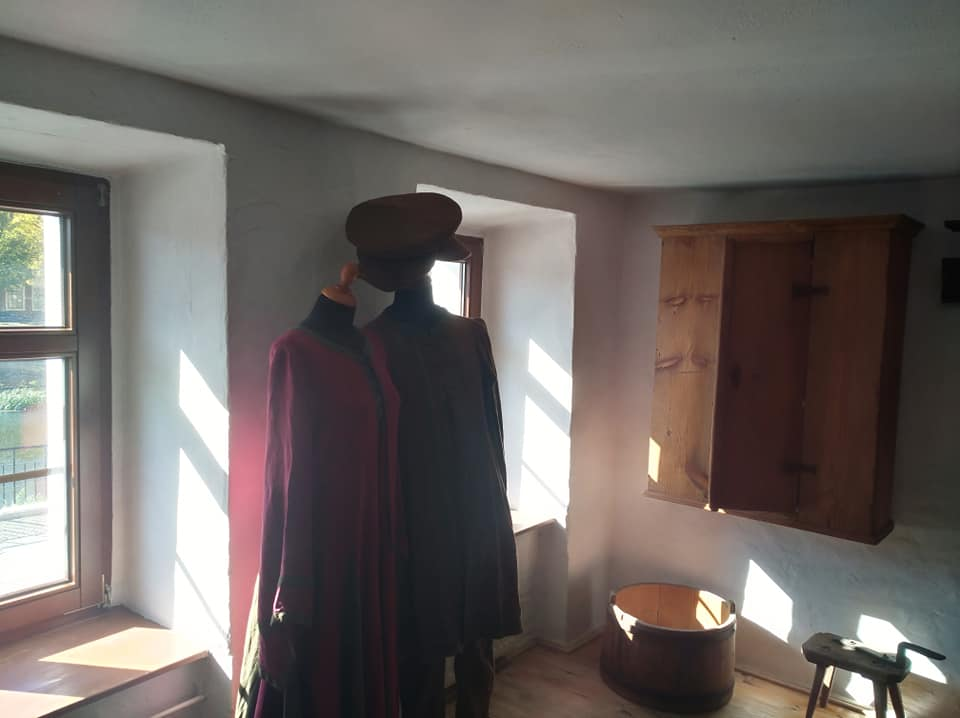
Jacob Böhme en zijn vrouw in de werkplaats
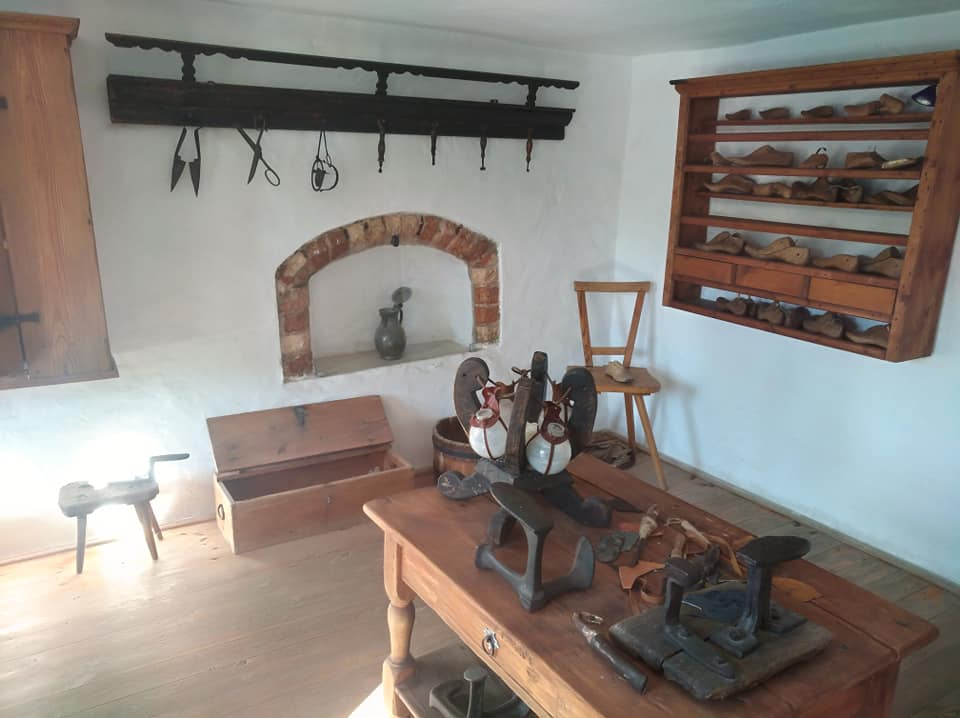
De werkplaats van mysticus, filosoof, theoloog en schoenmaker Jakob Böhme
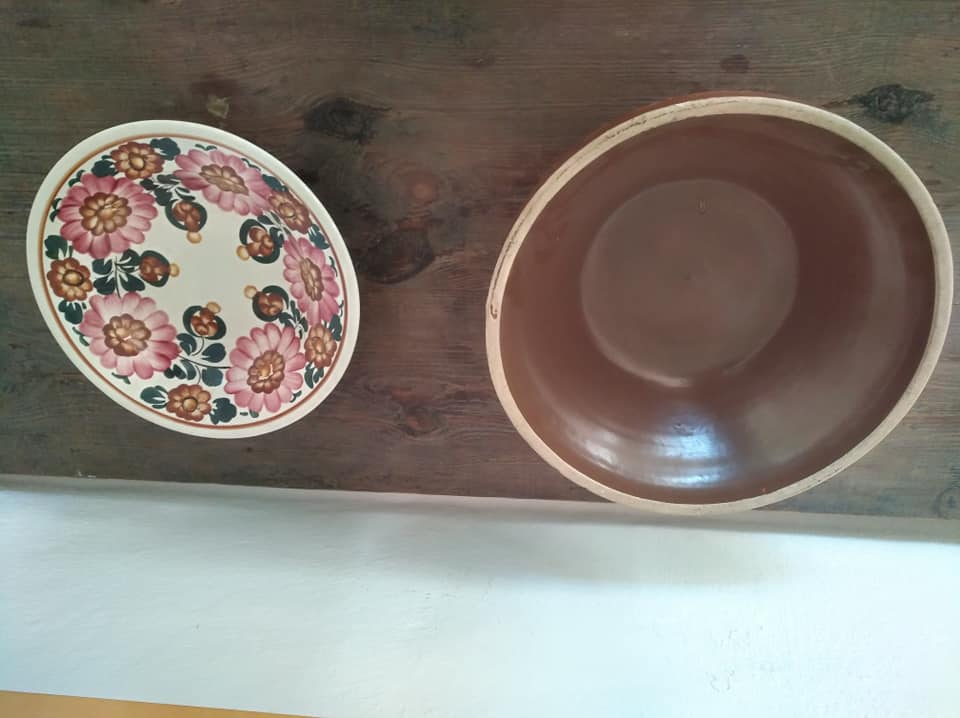
Servies uit de 16e/17e eeuw in het Jakob Böhmehuis